# Лозанско метро
Лозанското метро е метросистемата в град Лозана, Швейцария.

## История
Лозанското метро има 2 линии. Първата линия има 15 станции, от които само 3 са подземни, поради което то се приема като Леко метро. Втората линия е автоматизирана и има 14 станции. Пресечна точка е спирка „Флон“ (FLON), която е крайна спирка за Първа линия. Първата линия пътува от северозапад до центъра. Втората линия пътува от север на юг към Женевското езеро.

## Линия М1
Линия М1 е открита на 24 май, 1991. Тя е собственост на компания, наречена TSOL.
(трамвай Du Sud-Ouest lausannois) и това съкращение е широко използвано от пътуващите,
които ползват линията. М1 е наричана Леко метро, защото само три станции са
подземни, макар че на практика е LRT.
Линията, която е 8 км дълга, свръзва центъра на Лозана с големите университети (ЕПФЛ,
UNIL) и гара Renens. Линията се експлоатира от Транспорт публика де ла région lausannoise
(TL, по-рано трамвайни трасета Lausannois). 

## Галерия-линия М1
- Мотриса чака на метростанция Рененс
- Една от наземните метростанции на първи метродиаметър (М1)
- Мотриса на Лозанското метро

## Линия М2
Линия м2 на Лозанското метро е напълно автоматизирана, управлявана от команден център (т.е. няма машинисти в мотрисите). Влаковете са с гумени колела. В края на станция Ле Croisettes е предназначено да се реализира бъдещо удължаване на линията на север към Epalinges-Село, или дори Le Chalet-à-Gobet. Открита е на 27 октомври 2008 г. Ето и нейната история:

### История
- Допълнителни запитвания: септември 2001
- Решение на Държавния съвет: юни 2002
- Източник на финансиране, поискан от Висшия съвет: септември 2002
- Народен вот: края на 2002
- Начало на строителство: 2004
- Продължителност на строителство: 4 до 5 години
- Официално откриване: 18 до 21 септември 2008
- В експлоатация от: 27 октомври 2008

### Допълнителна информация по М2
- Тъй като град Лозана е разположен на стръмен склон, се налага втората линия на метрото (М2) да бъде стръмна. Някога линията е била фуникульор.
- Средният наклон е 5,7%.
- Максималната скорост е 60 км в час.
- Пътуването от единия до другия край отнема само 18 минути.
- В пиковите часове влакчетата се движат през 3 минути.
- 70% от линията е под земята, а другата част е наземно.

## Галерия-линия М2
- Строеж на втората линия на Лозанското метро
- Мотриса
- Мотриса в М2 (Без машинист и със спускащи се седалки)
- Мотриса на гара

## Бъдещата линия М3
Линия М3 на метрото ще се движи в направление на запад от Лозана (за бързо реагиране, Renens Bussigny). M3 линия може да бъде стандартен трамвай и ще бъде в съответствие с М1, М2 и LEB жп гара в Лозана-Flon. Ще има ескалатори на свръзващите станции Лозана-Flon и Лозана-CFF. Първият участък от линията (Flon – Renens-Gare) е планирано да влезе в експлоатация през 2015 г., като цялата линия трябва да заработи през 2018 г.

## Влаковете
- Влаковете са задвижвани от 4 талиги.
- Капацитетът на влаковете от втора линия е 222 правостоящи пътнищи и 62 седящи.

### Характеристика на влаковете
- Дължина на влака: 30,68 м
- Дължина на влака: 15,34 м
- Ширина на влака: 2,45 м
- Височина на влака: 3,47 м
- Маса на празен влак: 57 316 кг
- Маса на влака при максимално натоварване: 72 856 кг (ако един човек тежи 70 кг)
- Ширина на достъп врати: 1,65 м
- Височина на вратите за достъп: 1,9 м